# Elsebeth Mercedis Gunnleygsdóttur
Elsebeth Mercedis Gunnleygsdóttur, född Hansen, 26 oktober 1963 i Klaksvík, är en färöisk politiker (Folkaflokkurin) och polis. Hon arbetade på Färöarnas Post mellan 1983 och 1985 och gick därefter polishögskolan.
Gunnleysdóttur har varit medlem i Klaksvíks stadsråd sedan 2009 och valdes in i Lagtinget vid valet 2011 med 344 röster, och sitter som ordförande i justitienämnden och är ledamot i Välfärdskomitéen (Trivnaðarnevndin).